# Сан Мартино ди Кастроца
Сан Мартино ди Кастроца је насеље у Италији у округу Тренто, региону Трентино-Јужни Тирол.
Према процени из 2011. у насељу је живело 402 становника. Насеље се налази на надморској висини од 1546 м.